# Ombra mai fù
Ombra mai fù (även "Ombra mai fu", utan accenttecken, som är den ursprungliga stavningen) är en aria ur operan Xerxes av Georg Friedrich Händel.
Titeln, som kan översättas 'Aldrig har det funnits någon skugga' är den första arian i operan och sjungs av huvudrollen Xerxes som prisar skuggan under platanträdet där han sitter. Musiken kallades ofta förr för "Händels largo", trots att tempobeteckningen är larghetto. Herodotos berättar att Xerxes på gränsen mellan Frygien och Lydien fann ett träd, som var så vackert att han lät pryda det med gyllene ornament och befallde en man ur sin livvakt att beskydda det.
Operan var ett ekonomiskt fiasko och den gavs bara fem gånger i London efter premiären. Under 1800-talet återupptäcktes dock den här arian och blev ett av Händels mest välbekanta stycken. Arian skrevs för en kastrat, eller sopran, och sjungs i moderna uppsättningar av en countertenor eller mezzosopran. Musiken har ofta arrangerats för andra besättningar än originalet till exempel orgel, piano, violin och piano, stråkensembler, m.m., ofta med titeln "Largo ur operan Xerxes".

## Texten
Ombra mai fù
 di vegetabile,
 cara ed amabile,
 soave più.
Aldrig har det funnits någon skugga
av en växt
mer kär och älskvärd,
eller vänlig.